# 1975 Голяма награда на Швеция
1975 Голямата награда на Швеция е 3-то за Голямата награда на Швеция и е 7-и кръг от сезон 1975 във Формула 1, провежда се на 8 юни 1975, на пистата Скандинавиън Рейсуей, Швеция.

## Репортаж
Ангажиментите на Жак Лафит във Формула 2 отново отвори място в отбора на Уилямс, докато Артуро Мерцарио напусна тима след като отношенията му с Франк Уилямс не се оказаха добри още от началото на сезона, заради липса на добри резултати. На мястото на двамата са наети Иън Шектър и 29-годишния северно-ирландец Дамиен Магии. В Хил представянето на Франсоа Миго не е чак толкова блестящо и французина е заменен от Верн Шупан, за да партнира с Тони Брайз. Завръщайки се в колоната са Парнели и Марио Андрети, и Торстен Палм зад волана на резервния болид на Хескет, подпомогнато от спонсора Полар Караванс.

### Квалификация
След като постигна добри резултати в квалификациите за първите шест състезания, Виторио Брамбила за първи път в своята кариера постига пол-позиция, както и първа за Марч, след ГП на Белгия през 1970. Патрик Депайе с Тирел остана седем десети от времето на италианеца, следван от Жан-Пиер Жарие, Карлос Ройтеман, Ники Лауда, Карлос Паче, Том Прайс, Джоди Шектър, Рони Петерсон и Джон Уотсън. Емерсон Фитипалди и Клей Регацони остана извън десетката, пред Хескет-а на Джеймс Хънт който също нямаше особено добър уикенд.

### Състезание
Както винаги времето в неделя е необичайно топло до 13:10 часа, където температурите дори надминаха 30 градуса. Това принуди организаторите да издадат предупреждение за здравето на всички които са по трибуните. Това не притесни особено Брамбила, който направи добър старт да поведе колоната пред Депайе, Жарие, Паче, Ройтеман, Лауда, Хънт и Уотсън. Шадоу-ът на Прайс имаше проблеми с дроселовите клапани, които бяха замърсени от прахта още на старта, но заради характеристиката на трасето, с боксовете намиращи се към петия завой, помогна на уелсеца и той влезе в бокса след половин обиколка.
Шадоу-ът обаче се върна между Брамбила и Депайе, работейки ефективно за пилота на Марч, който използва Шадоу-а като предпазител срещу потенциални атаки на Тирел-а. Зад тях Ройтеман изпревари Жарие, докато темпото е доста високо дори и за Регацони и Андрети, които се движат в края на водещата група. Ситуацията не се промени до 15-а обиколка, за разлика от Лела Ломбарди, която напусна състезанието с проблем в горивната система, след което предната лява гума на Брамбила започна да се износва. Депайе трябваше да спре в бокса с теч в спирачките, но проблема е само временен, след като Ройтеман, Жарие и Паче също минаха пред Брамбила, след като Прайс пусна групата пред себе си.
В 18-а обиколка Брамбила загуби толкова много сцепление, че той също е принуден да спре за смяна на гуми. Престоя му е кратък, но заради високата скорост, италианеца се върна чак 15-и и аут от важна позиция в точките. Ройтеман се откъсна от Жарие, с Паче на трета позиция пред Лауда, Хънт, Регацони, Андрети и Уотсън. Джоди Шектър е на самотната девета позиция, следван от Петерсон, Емерсон Фитипалди и Марк Донъхю. Депайе и Брамбила си поправиха път напред, изпреварвайки бавните пилоти, докато Палм се наслаждаваше на завидно състезание, изпреварвайки петима състезатели, а Иън Шектър стана следващата жертва на шведа.
Хънт е първия от главните имена да отпадне с теч в спирачките, докато Джоди Шектър загуби контакт с преследвачите, след като излезе от трасето, докато Алън Джоунс се завъртя, отнемайки ценно време за да се върне в състезанието. Скоро Йохен Мас, който не успя да се откъсне от средата на колоната, отпадна след като разкъса водната помпа на своя Макларън при преминаване на един от бордюрите. Последваха още отпадания на Брамбила със счупена трансмисия, следван от Жарие със загуба на налягане в маслото.
С отпадането на Жарие, по всичко изглежда че Ройтеман води състезанието под свой контрол, с Паче на втора позиция пред Лауда и Регацони, който е атакуван усилено от Андрети и Уотсън. Зад тях Донъхю изпревари Петерсон, Емерсон Фитипалди и Шектър, но цялата група изненадващо е погълнат от Хил-а на Брайз, който няма особено добър опит на трасето Андерсторп или дори малък опит.
Ситуацията при Брабам се промени в 42-рата обиколка, след като Паче удари светлината за кацане и се завъртя към бариерите. Ройтеман все още имаше около десет секундна преднина пред Лауда, както и пред бързо намиращия се във форма Прайс между тях, след като Шадоу-а успя да спечели позиции благодарение на факта че Ройтеман застига останалите с обиколка и се движеше 11-и, въпреки счупения съединител. Уелсецът отново не преценява нещата и се плъзна към зоната за сигурност, преди двигателя му да откаже. През това време Шупан отпадна с повреда в трансмисията и Иън Шектър с разкъсана гума, която повреди колелото и окачването.
Първоначално Ройтеман все още запазваше десет секундната преднина пред Лауда, въпреки опитите на австриеца. Това обаче се промени в 55-а обиколка, след като задните гуми на Брабам-а започнаха да се предадат, давайки шанс на Ники да се доближи. Аржентинецът нямаше как да отговори на атаката на Лауда и той даде път на Ферари-то, но в 70-а обиколка Карлос отново намери нужната скорост.
Това обаче е твърде късно за Ройтеман и Лауда записа третата си поредна победа с шест секунди преднина пред Брабам-а, за да увеличи преднината си в класирането при пилотите. Регацони завърши трети пред Андрети, който записа първите си точки за Парнели. Брайз можеше да завърши пети, но скоростната му кутия му създаде проблеми и накрая е изпреварен от Пенске-то на Донъхю, които и те постигнаха първите си точки за своите отбори. Те завършиха пред групата на Шектър, Емерсон Фитипалди и Петерсон, запълвайки позициите от седма до девета позиция. Палм завърши 10-и след солидно начало, въпреки че остана без гориво накрая пред Джоунс, Депайе, Боб Еванс, Магии, Джаки Икс, Уотсън (който можеше да завърши по-напред ако не е проблема с теч в маслото на неговия Съртис) и Уилсън Фитипалди, който загуби много време, опитвайки се да отстрани вибрациите по своя болид.

## Класиране
| Поз | No | Пилот             | Конструктор    | Обиколки | Време/Отпадане  | Място | Точки |
| --- | -- | ----------------- | -------------- | -------- | --------------- | ----- | ----- |
| 1   | 12 | Ники Лауда        | Ферари         | 80       | 1:59:18.319     | 5     | 9     |
| 2   | 7  | Карлос Ройтеман   | Брабам-Форд    | 80       | + 6.288         | 4     | 6     |
| 3   | 11 | Клей Регацони     | Ферари         | 80       | + 29.095        | 12    | 4     |
| 4   | 27 | Марио Андрети     | Парнели-Форд   | 80       | + 44.380        | 15    | 3     |
| 5   | 28 | Марк Донъхю       | Пенске-Форд    | 80       | + 1:30.763      | 16    | 2     |
| 6   | 23 | Тони Брайз        | Хил-Форд       | 79       | + 1 Об.         | 17    | 1     |
| 7   | 3  | Джоди Шектър      | Тирел-Форд     | 79       | + 1 Об.         | 8     |       |
| 8   | 1  | Емерсон Фитипалди | Макларън-Форд  | 79       | + 1 Об.         | 11    |       |
| 9   | 5  | Рони Петерсон     | Лотус-Форд     | 79       | + 1 Об.         | 9     |       |
| 10  | 32 | Торстен Палм      | Хескет-Форд    | 78       | Без гориво      | 21    |       |
| 11  | 26 | Алън Джоунс       | Хескет-Форд    | 78       | + 2 Об.         | 19    |       |
| 12  | 4  | Патрик Депайе     | Тирел-Форд     | 78       | + 2 Об.         | 2     |       |
| 13  | 14 | Боб Еванс         | БРМ            | 78       | + 2 Об.         | 23    |       |
| 14  | 20 | Дамиен Магии      | Уилямс-Форд    | 78       | + 2 Об.         | 22    |       |
| 15  | 6  | Джеки Икс         | Лотус-Форд     | 77       | + 3 Об.         | 18    |       |
| 16  | 18 | Джон Уотсън       | Съртис-Форд    | 77       | + 3 Об.         | 10    |       |
| 17  | 30 | Уилсън Фитипалди  | Фитипалди-Форд | 74       | + 6 Об.         | 25    |       |
| Отп | 16 | Том Прайс         | Шадоу-Форд     | 53       | Завъртане       | 7     |       |
| Отп | 21 | Иън Шектър        | Уилямс-Форд    | 49       | Гума            | 20    |       |
| Отп | 22 | Верн Шупан        | Хил-Форд       | 47       | Трансмисия      | 26    |       |
| Отп | 8  | Карлос Паче       | Брабам-Форд    | 41       | Завъртане       | 6     |       |
| Отп | 17 | Жан-Пиер Жарие    | Шадоу-Форд     | 38       | Двигател        | 3     |       |
| Отп | 9  | Виторио Брамбила  | Марч-Форд      | 36       | Трансмисия      | 1     |       |
| Отп | 2  | Йохен Мас         | Макларън-Форд  | 34       | Прегряване      | 14    |       |
| Отп | 24 | Джеймс Хънт       | Хескет-Форд    | 21       | Спирачки        | 13    |       |
| Отп | 10 | Лела Ломбарди     | Марч-Форд      | 10       | Горивна система | 24    |       |

## Класирането след състезанието
| Поз | Пилот             | Точки |
| --- | ----------------- | ----- |
| 1   | Ники Лауда        | 32    |
| 2   | Карлос Ройтеман   | 22    |
| 3   | Емерсон Фитипалди | 21    |
| 4   | Карлос Паче       | 16    |
| 5   | Джоди Шектър      | 15    |
| 6   | Клей Регацони     | 12    |
| 7   | Патрик Депайе     | 11    |
| 8   | Йохен Мас         | 11    |

| Поз | Конструктор   | Точки   |
| --- | ------------- | ------- |
| 1   | Ферари        | 35      |
| 2   | Брабам-Форд   | 33 (35) |
| 3   | Макларън-Форд | 26.5    |
| 4   | Тирел-Форд    | 19      |
| 5   | Хескет-Форд   | 7       |
| 6   | Лотус-Форд    | 6       |
| 7   | Парнели-Форд  | 3       |
| 8   | Шадоу-Форд    | 2.5     |